# Micronecta scholtzi
Micronecta scholtzi (лат.) — вид водяных клопов из семейства гребляков (Corixidae); получил известность как животное, издающее самые громкие относительно своего размера звуки. Распространён в Европе. Длина тела около 2 мм. Обитают в пресноводных прудах и озёрах со стоячей водой, редко с проточной.
Один из примерно 45 видов полужесткокрылых, используемых для оценки и мониторинга состояния пресноводных водоёмов. М. scholtzi легко отличить от других видов этого рода по характерной форме мужского полового органа, служащего для травматического осеменения, короткой переднеспинке и особому тёмному рисунку на голове.
Команда биологов и звукоинженеров из Франции и Шотландии под руководством Джеймса Уиндмилла (англ. James F. C. Windmill) записали производимый М. scholtzi звук громкостью до 99,2 дБ, что сравнимо с шумом проходящего грузового поезда. Шум был так неожиданно громок, что инженеры проверили калибровку своих инструментов. Самец этого вида стрекочет (стридулирует) для привлечения самки, проводя половым органом по брюшку; размер органа всего около 50 микрометров в поперечнике, что соизмеримо с толщиной человеческого волоса. О том, что этот клоп способен производить такие звуки — самые мощные в животном царстве относительно размера, — ранее не было известно, поскольку громкость на 99 % теряется при переходе звука из воды в воздух, хотя человеческое ухо всё же слышит звук. Эти результаты опубликованы в научном журнале PLoS One.